# Suntory Hall

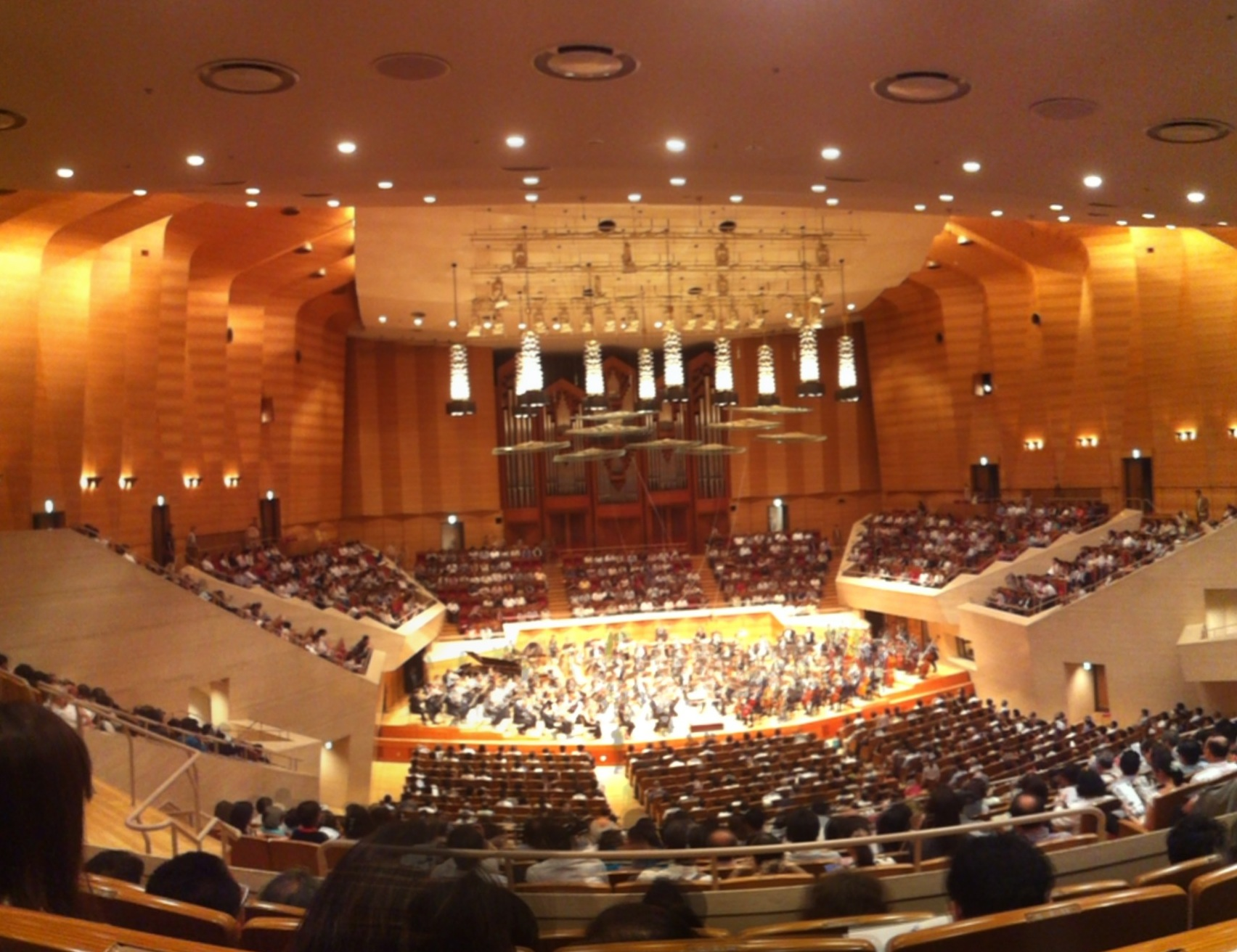
Suntory hall - agosto de 2014

El Suntory Hall (サントリーホール Santorī Hōru?) (サントリーホール Santorī Hōru?)  es un complejo de salas de conciertos, que consta de una sala principal y una sala pequeña situadas en el complejo, Ark Hills, en Akasaka, Minato, Japón. Su construcción se inició hacia el final de los años setenta y la inauguración tuvo lugar en octubre de 1986. Herbert von Karajan la describió como "una caja de joyas del sonido".

## Historia
El Suntory Hall, fue inaugurado el 12 de octubre de 1986 en conmemoración del 16º aniversario de la producción de whisky , y el 20º de cerveza por Suntory.

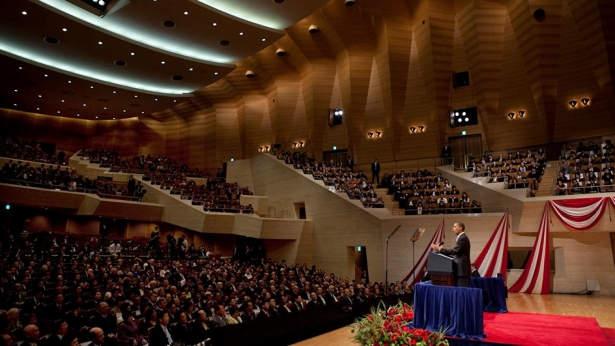
La sala principal del Suntory Hall, donde habló el Presidente Barack Obama el 14 de noviembre de 2009

El diseño arquitectónico fue de Shoichi Sano, Yasui Architects y el de la acústica de Minoru Nagata (Nagata Acoustics).
La plaza Herbert von Karajan frente al Salón Suntory, que se construyó en abril de 1998, recuerda al maestro, quien participó en el diseño del auditorio y también recomendó su estilo de viñedo como se usa en la Berliner Philharmonie, en la que el público rodea la escena de concierto en la Sala Principal. También ayudó con su evaluación acústica. El Suntory se diseñó con una distribución de asientos híbrida de compromiso, con una cantidad de asientos acústicamente inferior al escenario que la Berlin Philharmonie, incorporando elementos de la distribución de la escena y el estilo de viñedo de la Berlin Philharmonie y cajas de zapatos clásicas como el Vienna Musikverein. Aparentemente, en el momento de la construcción, se realizó una modificación visionaria del diseño de la Berlin Philharmonie, ya que la investigación acústica reciente reconoce claramente la ventaja de las salas de la caja de zapatos sobre la idea única del arquitecto Hans Scharoun de la Berlin Philharmonie de ubicar a la audiencia alrededor de músicos, incluso si eso significa que muchos se sientan en el ámbito acústico posterior con sonido débil, lejos de las direcciones preferenciales en que muchos instrumentos clásicos y cantantes emiten sonido.
En el Suntory Hall han actuado artistas, y directores de todo el mundo,  como Herbert von Karajan, Leonard Bernstein, Riccardo Muti, Seiji Ozawa, Giuseppe Sinopoli, Claudio Abbado, Wolfgang Sawallisch, Hiroshi Wakasugi, Mitsuko Uchida, y Hermann Prey.

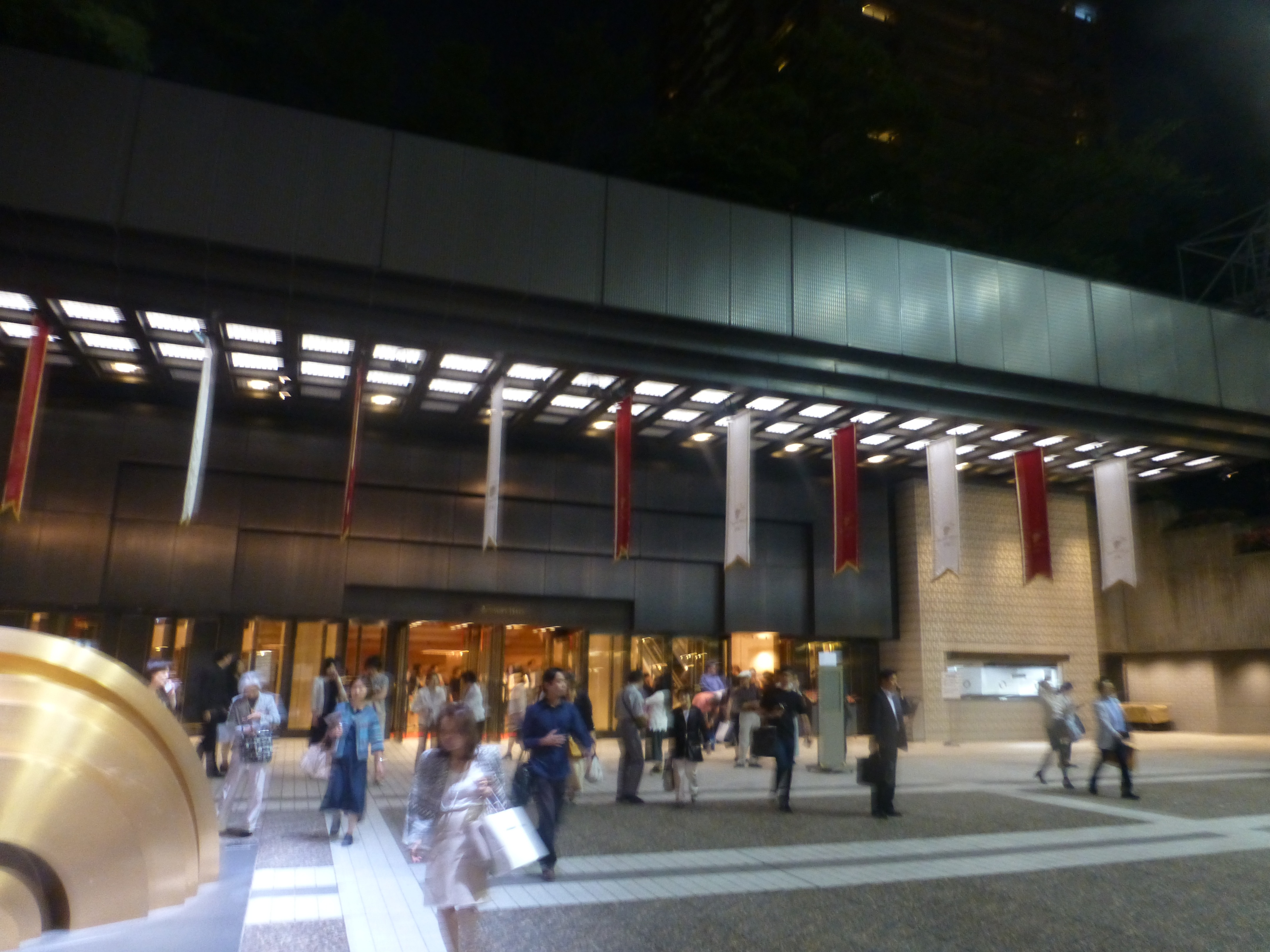
Suntory Hall. Exterior 2016

## Instalaciones

### Sala principal
Los asientos en la sala principal están situados alrededor del escenario de concierto (250 m² en 27 secciones), con una capacidad de 2006 personas.

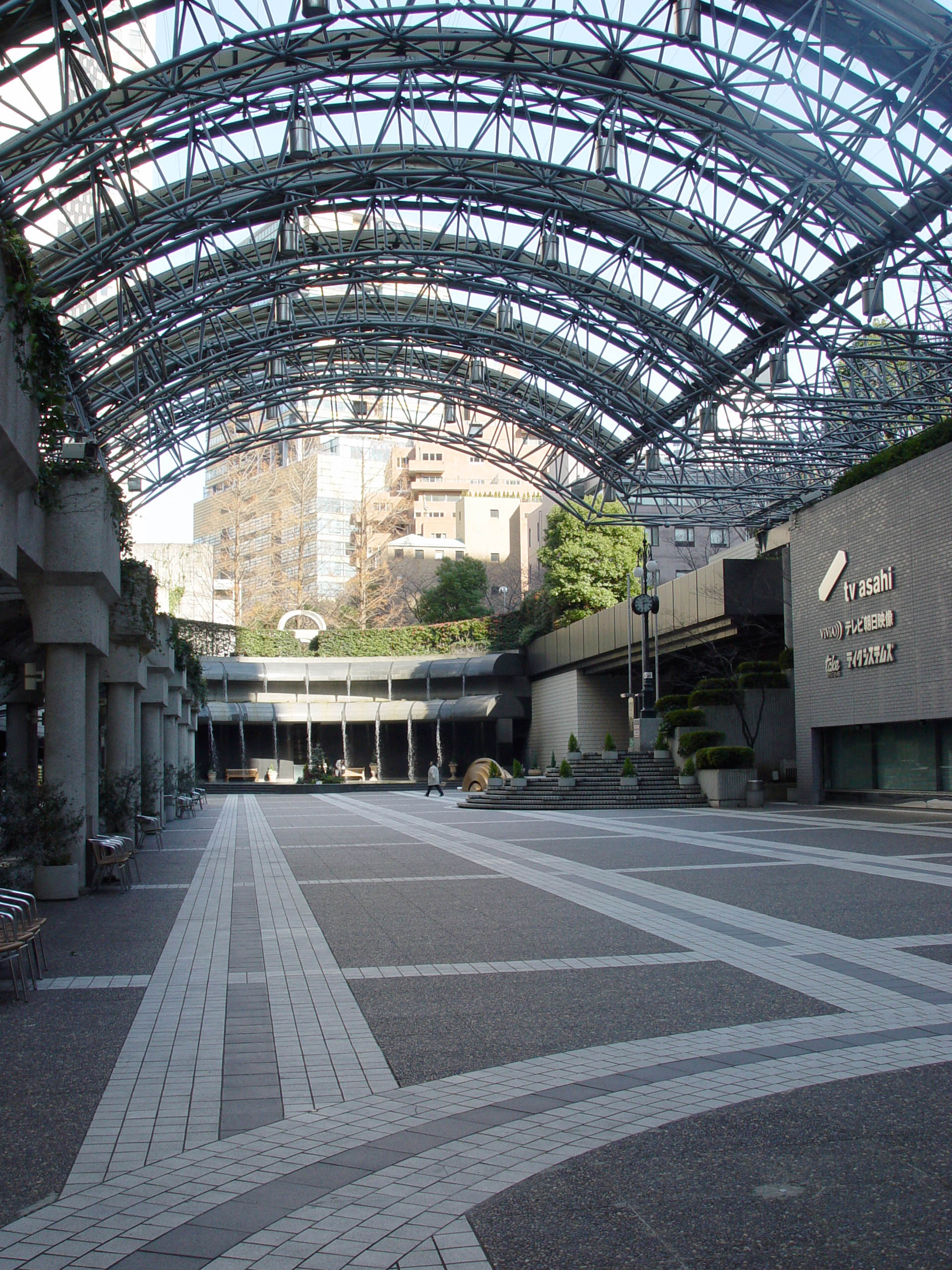
La plaza de Herbert von Karajan en frente del Suntory Hall

Además, el órgano de conciertos, con 74 registros y 5.898 tubos, está ubicado en la parte posterior central del Hall. Es un órgano de tubos grande, construido y fabricado a medida por Rieger Orgelbau. Se ha modificado con mecanismos de control computarizados para permitir que las consolas remotas lo controlen desde el escenario.

### Sala pequeña
Los asientos del Small Hall (también conocido como Blue Rose) se pueden mover, y el escenario consta de tres secciones diferentes que pueden elevarse hasta 60 centímetros en incrementos de 20 centímetros. Tiene capacidad para de 384 a 432 personas.
El interior de 425 m² (25 m x 17 m) consiste en paneles de madera. La función principal de la Sala es para música de cámara y recitales en solitario. Debido a su tamaño también se ha utilizado para discursos, seminarios y conferencias.

### Vestíbulo
Para disfrutar y relajarse mientras se espera las presentaciones y durante el descanso, el Foyer brinda acceso a instalaciones como el rincón de cócteles, el "Bar Intermezzo" y el "Café Intermezzo". El Suntory Hall es el primero en llevar este tipo de instalaciones a Japón. Además de la taquilla, también hay una tienda de regalos y un aseo en el vestíbulo.
Las obras de arte en la sala incluyen luces de araña de Motoko Ishii, el vitral Crecimiento de uvas de Keiko Miura, y arte de pared de Teppei Ujiyama que se encuentran en el vestíbulo. Fuera de la entrada principal hay una escultura de Takenobu Igarashi.